# Monica Potter
Pour les articles homonymes, voir Potter.
Monica Gregg Brokaw, dite Monica Potter, est une actrice américaine née le 30 juin 1971 à Cleveland, en Ohio.

## Biographie

### Jeunesse
Monica Gregg Brokaw naît à Cleveland, en Ohio, le 30 juin 1971.

### Carrière
À 12 ans, elle commence à travailler comme mannequin et en jouant dans des publicités à Chicago et à Miami ; puis elle décide de continuer sa carrière comme actrice. 

En 1994, elle obtient son premier rôle dans la série télévisée Les Feux de l'amour. 
Mais c'est au cinéma qu'on la remarque, dans entre autres Les Ailes de l'enfer où elle joue l'épouse de Nicolas Cage, dans Docteur Patch où elle partage l'écran avec Robin Williams, dans Le Masque de l'araignée où elle joue une agent du Secret Service aux côtés de Morgan Freeman et dans Saw où elle est prisonnière d'un tueur psychopathe. 
De 2004 à 2005, elle interprète le rôle de Lori Colson dans la série Boston Justice créée par David E. Kelley. 
Elle a joué dans les pilotes de 2 séries TV : Protect and Serve, diffusée en janvier 2007 aux États-Unis, et Truth in Advertising. 
Entre 2009 et 2015, elle joue le rôle de Kristina Braverman dans la série télévisée dramatique/humoristique, Parenthood, diffusée sur la chaîne NBC,,.

### Vie personnelle
Elle a été mariée à Tom Potter de 1990 à 1998 ; ils ont 2 fils, Danny et Liam, dont un est né quand elle avait 19 ans.
En 2005, elle a épousé le chirurgien orthopédique Daniel Christopher Allison et ils ont une fille nommée Molly Brigid Allison.

## Filmographie

### Cinéma
- 1996 : À l'épreuve des balles (Bulletproof) d'Ernest R. Dickerson : Biker's Woman
- 1997 : Les Ailes de l'enfer (Con Air) de Simon West : Tricia Poe
- 1998 : Pas facile d'être papa (A Cool, Dry Place) de John N. Smith : Kate Durrell
- 1998 : Martha, Frank, Daniel et Lawrence (Martha, Meet Frank, Daniel and Laurence) de Nick Hamm : Martha
- 1998 : Without Limits de Robert Towne : Mary Marckx
- 1998 : Docteur Patch (Patch Adams) de Tom Shadyac : Carin Fisher
- 1999 : Heaven or Vegas de Gregory C. Haynes : Lilli
- 2001 : Folles de lui (Head Over Heels) de Mark Waters : Amanda Pierce
- 2001 : Le Masque de l'araignée (Along Came a Spider) de Lee Tamahori : Jezzie Flannigan
- 2002 : Autour de Lucy (I'm with Lucy) de Jon Sherman : Lucy
- 2004 : Saw de James Wan : Alison Gordon
- 2008 : Lower Learning de Mark Lafferty : Laura
- 2009 : La Dernière Maison sur la gauche de Dennis Illadis : Emma Collingwood
- 2011 : Desperate Teachers de Mark Laferty : Laura Buchwald

### Télévision
- 1994 : Les Feux de l'amour (The Young and the Restless) (série télévisée) : Sharon Newman
- 2003 : The Lunchbox Chronicles (TV) : Kate
- 2004 : The Amazing Westermans (TV)
- 2004 : Preuves d'innocence (Reversible Errors) de Mike Robe (TV) (série télévisée) : Muriel Wynn
- 2004 : Boston Justice (Boston Legal) (série télévisée) : Lori Colson
- 2007 : Protect and Serve (TV), de Sergio Mimica-Gezzan : Lizzie Borelli
- 2008 : Trust Me (série télévisée) : Sarah Krajicek-Hunter
- 2009-2015 : Parenthood (série télévisée) : Kristina Braveman
- 2017-2018 : Wisdom : Tous contre le crime (série télévisée) : Alex Hale
- 2020-2021 : Goliath : Christina Lukin

## Distinctions

### Récompenses
- 2013 : Critics' Choice Television Awards : Meilleure actrice dans un second rôle dans une série dramatique pour Parenthood

### Nominations
- 2006 : Nomination au Screen Actors Guild Awards dans la catégorie Outstanding Performance by an Ensemble in a Comedy Series pour Boston Justice (2004)

## Voix francophones

### En France
Monica Potter est doublée en français par les actrices suivantes : 
| - Barbara Kelsch dans : - Martha, Frank, Daniel et Lawrence (film) - Autour de Lucy (film) - Preuves d'innocence (téléfilm) - Virginie Méry dans : - Folles de lui (film) - Le Masque de l'araignée (film) - Patricia Piazza dans : - Parenthood (série télévisée) - Wisdom : Tous contre le crime (série télévisée) | et aussi - Martine Irzenski dans Les Ailes de l'enfer - Marie-Frédérique Habert dans Without Limits - Nathalie Spitzer dans Docteur Patch - Laurence Sacquet dans Boston Justice (série télévisée) - Catherine Cyler dans Saw - Delphine Braillon dans Goliath (série télévisée) |

## Musique
Adam Duritz, le chanteur du groupe de musique counting crows, a composé la chanson Mrs Potter lullaby en l'honneur de Monica Potter.